# Чорні Соколи
Чорні Соколи (англ. Black Falcons) — пілотажна команда Королівських ВПС Нової Зеландії.
Вперше команда під цією назвою була сформована у 2000 році для проведення урочистостей на честь тисячоліття Гісборна. До команди було включено п'ять літаків Aermacchi MB-339CB 14-ї ескадрильї, пілотів було обрано з її інструкторів. Перший виступ відбувся 1 січня 2000 року в Гісборні. Команда за 2000 рік виступила в цілому п'ять разів, і в кінці року її було розформовано.
У січні 2016 року Центральна льотна школа розпочала польоти на 11 літаках Beechcraft T-6 Texan II 14-ї ескадрильї. Попередню пілотажну команду ВПС, Red Checkers, було розформовано, а для нової команди голосуванням у соцмережах було обрано назву Black Falcons.
Команда складається з кваліфікованих льотних інструкторів Центральної льотної школи та 14-ї ескадрильї. Керівник групи (позивний Falcon 1), як правило, також обіймає посаду командуючого Центральною льотною школою.
Перший виступ нової команди був запланований на авіашоу Wings over Wairarapa під час річниці Веллінгтона 23 січня 2017, але через погану погоду його були скасовано. Вперше команда виступила 17 лютого 2017 на честь 80-річчя ВПС Нової Зеландії на своїй домашній базі Охакеа.